# نذیر احمد بلبل

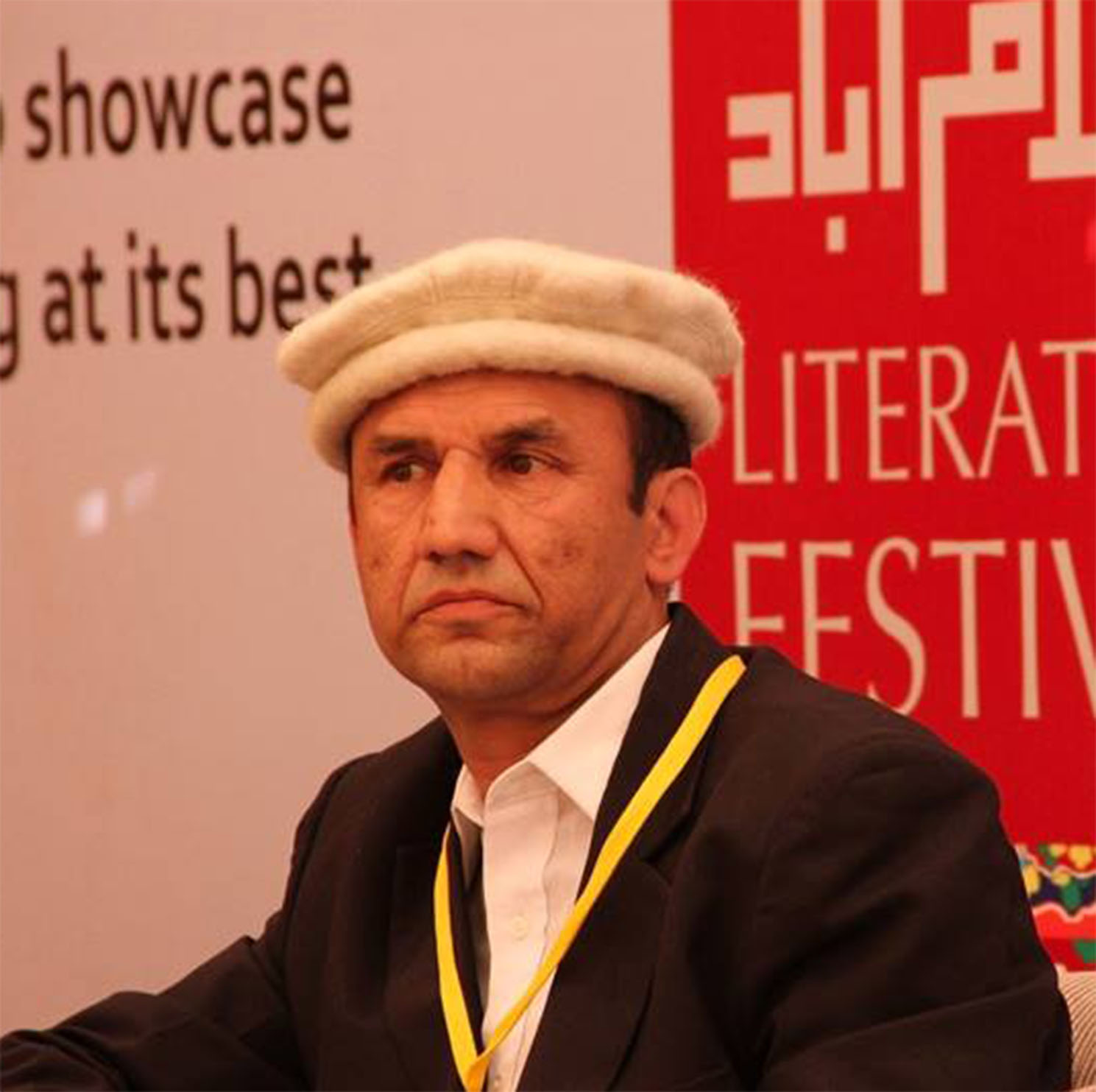
نذیر احمد بلبل در فستیوال فرهنگی اسلام‌آباد(۲۰۰۴)

نذیر احمد بلبل (به اردو: نذیر احمد بلبل) یک کارشناس آموزش و پرورش و شاعر وخی زبان اهل پاکستان است. او در روستای گلمیت، واقع در دهستان گوجال، از توابع بخش هنزه ایالت گلگت-بلتستان به دنیا آمد.

## تحصیلات
نذیر احمد بلبل دانش‌آموخته دانشگاه کراچی و دانشگاه آقاخان در کراچی در رشته علوم سیاسی است.
او نخستین نویسنده وخی‌زبان اهل پاکستان است که زبان مادری‌اش وخی است و اشعارش به زبان وخی به صورت کتاب چاپ می‌شود. بلبل علاوه بر این به نویسندگی به زبان اردو نیز اشتغال دارد.

## بیاض بلبل
اشعار وخی او به صورت کتاب و تحت عنوان بیاض بلبل به چاپ رسیده و مورد استقبال خوانندگان قرار گرفته‌است.
مراسم رونمایی از کتاب با حضور صدها نفر از جمله سرشناسان منطقه برگزار شد.

## نثر
بلبل بر اساس سفر خود به ژاپن، سفرنامه‌ای به زبان اردو نوشته است که هنوز منتشر نشده است.

## پژوهش
بلبل در حین کار در مؤسسه آموزشی کوهستانی و در دوران تحصیل در دانشگاه آقاخان، مقالات تحقیقاتی و مطالعات موردی زیادی نوشته است.
از جمله این موارد عبارتند از:
معلمان در نقش محققان.
تسهیل درک و تمرین معلم از مفهوم سازندگی تدریس و یادگیری: تمرکز بر فراخوانی دانش قبلی از دانش آموزان.

## نقاشی
بلبل از مهارت‌های نقاشی و طراحی خود برای به تصویر کشیدن احساسات انسانی، شیوه زندگی مردم وخی، فساد اقتصادی، نبود فرصت‌های برابر، انحطاط فرهنگی و موضوعات دیگر استفاده کرده است. مهارت‌های نقاشی و طراحی او طبیعی است. او این مهارت‌ها را در دانشگاه نیاموخته است.